# Taifa Gibraltar
De Taifa van Gibraltar (ook wel Emiraat Gibraltar) was een taifa dat bestond van 1340 tot 1462. Tussen 1333 en 1340 regeerde Abd al-Malik Abd al-Wahid, zoon van Abu-l-Hassan Ali, koning van Mariniden uit Fes het gebied. Na het beleg opgelegd door koning Alfons XI van Castilië, riep de emir Isab ibn al-Hassam in 1340 uit tot koning van Gibraltar. Op 15 december 1462 veroverde koning Hendrik IV van Castilië het op de Moren.